# Зграда Основне школе „Стеван Сремац“ у Кевију
Зграда Основне школе „Стеван Сремац“ у Кевију, насељеном месту на територији општине Сента, представља непокретно културно добро као споменик културе.
Зграда школе је подигнута 1912. године према типском пројекту за школе. Конципована је као зграда симетричне поделе са две учионице повезане ходником и два учитељска стана. Грађена је опеком, као приземан објекат покривен бибер црепом, у духу скромног сеоског неокласицизма. Осим школе у дворишту су и помоћне зграде: шупе, пољски нужници и две мање штале.
Као редак пример очуване типске школе и данас у функцији, које су почетком 19. века подизане у салашким насељима општине Сента, она представља сведочанство о развоју школства на овом подручју.